# Volby do Evropského parlamentu ve Francii 2004
Volby do Evropského parlamentu ve Francii proběhly ve dnech 12. -13. června 2004 (první den však hlasovaly pouze zámořské departementy). Na základě výsledků voleb zasedlo v Evropském parlamentu 78 francouzských zástupců.

## Volební obvody

Rozvržení mandátů dle volebních obvodů

V rámci Francie bylo ustanoveno 8 volebních obvodů s následující rozvržením mandátů:
- Nord-Ouest ("Severozápad") (Basse-Normandie, Haute-Normandie, Nord-Pas-de-Calais, Picardie), 12 mandátů
- Ouest ("Západ") (Bretaň, Pays de la Loire, Poitou-Charentes), 10 mandátů
- Est ("Východ") (Alsace, Bourgogne, Champagne-Ardenne, Franche-Comté, Lotrinsko), 10 mandátů
- Massif central-Centre (Auvergne, Centre-Val de Loire, Limousin), 6 mandátů
- Sud-Ouest ("Jihozápad") (Aquitaine, Languedoc-Roussillon, Midi-Pyrénées), 10 mandátů
- Sud-Est ("Jihovýchod") (Korsika, Provence-Alpes-Côte d'Azur, Rhône-Alpes), 13 mandátů
- Île-de-France (Paříž a okolí), 14 mandátů
- Outre-mer (tj. zámořské departementy), 3 mandáty

## Výsledky voleb
Následující tabulka znázorňuje výsledky voleb podle oficiálních informací Archivováno 10. 6. 2009 na Wayback Machine. Ministerstva vnitra. Strany jsou řazeny podle získaných mandátů.
| Strana                                                               | Frakce v EP | Hlasy      | v %    | +/-   | Mandáty |
| -------------------------------------------------------------------- | ----------- | ---------- | ------ | ----- | ------- |
| Socialistická strana, Parti socialiste                               | PES         | 4.960.756  | 28,9   | + 6,9 | 31      |
| Svaz pro lidové hnutí, Union pour un mouvement populaire             | EPP         | 2.856.368  | 16,6   | + 3,8 | 17      |
| Svaz pro francouzskou demokracii, Union pour la démocratie française | EDP         | 2.053.446  | 12,0   | + 2,7 | 11      |
| Národní fronta, Front national                                       |             | 1.684.947  | 9,8    | + 4,1 | 7       |
| Zelení, Les Verts                                                    | EGP         | 1.271.394  | 7,4    | - 2,3 | 6       |
| Hnutí pro Francii, Mouvement pour la France                          |             | 1.145.839  | 6,7    | - 6,4 | 3       |
| Francouzská komunistická strana, Parti communiste français           | SEL         | 1.009.976  | 5,88   | - 0,9 | 3       |
| Dělnický boj, Lutte ouvrière - Revoluční komunistická liga           |             | 440.134    | 2,6%   | - 2,6 | 0       |
| Lov, rybolov, příroda a tradice Chasse, pêche, nature et traditions  |             | 297.273    | 1,7    | - 5,1 | 0       |
| Ostatní                                                              |             | 1.447.225  | 8,4%   | - 0,4 | 0       |
| Celkem                                                               | /           | 17.167.358 | 100,00 | 78    | -9      |

## Složení delegace
| Strana                           | Mandáty | Evropské strany              |
| -------------------------------- | ------- | ---------------------------- |
| Socialistická strana             | 31      | Strana evropských socialistů |
| Unie pro lidové hnutí            | 17      | Evropská lidová strana       |
| Svaz pro francouzskou demokracii | 11      | Evropská demokratická strana |
| Národní Fronta                   | 7       | -                            |
| Zelení                           | 7       | Evropská strana zelených     |
| Hnutí pro Francii                | 3       | -                            |
| Francouzská komunistická strana  | 2       | Strana evropské levice       |
| Komunistická strana Reunion      | 1       | -                            |